# Aerea magnifica
Aerea magnifica är en spindelart som beskrevs av Arthur Urquhart 1893. Aerea magnifica ingår i släktet Aerea och familjen hjulspindlar.
Artens utbredningsområde är Tasmanien. Inga underarter finns listade i Catalogue of Life.